# Suicídio entre jovens LGBT
O suicídio entre jovens LGBT refere-se ao ato de suicídio cometido por pessoas de 15 a 29 anos que, usando do princípio de autodeclaração, identificam-se como gays, lésbicas, bissexuais, travestis, transexuais ou, ainda, queer. De acordo com pesquisadores, as taxas de suicídio, tentativa de suicídio e ideação suicida entre jovens deste grupo social são comparativamente maiores do que entre a juventude em geral. Uma pesquisa conduzida em 2018 apenas com pessoas LGBTs brasileiras identificou que 62,5% delas já pensaram em suicídio. Adolescentes e adultos jovens LGBT têm uma das maiores taxas de tentativas de suicídio. De acordo com alguns grupos, esta está ligada a uma cultura heteronormativa e à homofobia institucionalizada, incluindo as campanhas políticas contra direitos civis e proteções para as pessoas LGBT como as campanhas políticas recentes e contemporâneas para impedir o reconhecimento legal das uniões estáveis de casais homoafetivos (no Brasil) assim como a legalização do casamento entre pessoas do mesmo sexo. Também foi observado que a depressão e uso de drogas entre pessoas LGBT aumentam significativamente depois que novas leis discriminatórias contra homossexuais são aprovadas.
Pesquisas constataram que as taxas de tentativa de suicídio e de ideação suicida entre lésbicas, gays, bissexuais, pessoas trans e pessoas queer (LGBTQ) são significativamente maiores do que entre a população em geral.
Nos Estados Unidos, um estudo demonstrou que a promulgação de leis consideradas discriminatórias contra pessoas LGBTQ pode ter impactos negativos significativos na saúde física e mental de jovens LGBTQ. Por exemplo, depressão e uso de drogas entre pessoas LGBTQ aumentaram significativamente após a aprovação de leis consideradas discriminatórias. Em contrapartida, a promulgação de leis que reconhecem as pessoas LGBTQ como iguais em direitos civis, como as leis que apoiam o casamento entre pessoas do mesmo sexo, pode ter impactos positivos significativos na saúde física e mental e no bem-estar dos jovens LGBTQ.
O bullying de jovens LGBTQ é um fator contribuinte em muitos casos de suicídio, mesmo que nem todos os ataques tenham relação direta com sexualidade ou identidade de gênero. Desde uma série de suicídios no início dos anos 2000, mais atenção tem sido dada às causas subjacentes, na tentativa de reduzir o número de suicídios entre jovens LGBTQ. Pesquisas do Family Acceptance Project demonstraram que “a aceitação dos pais, e até mesmo a neutralidade em relação à orientação sexual do filho” pode diminuir a taxa de tentativas de suicídio.

## Relatórios e estudos
A assistente social clínica Caitlin Ryan, do Family Acceptance Project (San Francisco State University), realizou o primeiro estudo sobre os efeitos da aceitação e rejeição familiar na saúde, saúde mental e bem-estar de jovens LGBTQ, incluindo suicídio, HIV/AIDS e situação de rua. A pesquisa mostrou que jovens LGBTQ “que experimentaram altos níveis de rejeição de suas famílias durante a adolescência (em comparação com aqueles que experimentaram pouca ou nenhuma rejeição de pais e cuidadores) tinham mais de oito vezes mais probabilidade de ter tentado suicídio, mais de seis vezes mais probabilidade de relatar altos níveis de depressão, mais de três vezes mais probabilidade de usar drogas ilegais e mais de três vezes mais probabilidade de estar em alto risco de HIV ou outras DSTs” ao chegarem ao início dos 20 anos.
Numerosos estudos mostram que jovens lésbicas, gays e bissexuais têm taxas de tentativa de suicídio mais altas do que jovens heterossexuais. De acordo com uma pesquisa de 2023 do The Trevor Project, 18% dos jovens LGBTQ tentaram suicídio, taxa duas vezes maior do que a da população adolescente geral. Essa maior prevalência de ideação suicida e problemas de saúde mental entre adolescentes gays em comparação com seus pares heterossexuais tem sido atribuída ao estresse de minoria, ao bullying e à desaprovação dos pais.
Pais com níveis mais altos de escolaridade ou de diferentes etnias não parecem causar impacto significativo nas estatísticas de suicídio LGBTQ+.
No que se refere ao clima escolar, “aproximadamente 25% dos estudantes e funcionários lésbicas, gays e bissexuais foram assediados devido à sua orientação sexual, assim como um terço daqueles que se identificam como transgênero”, segundo o estudo citado pela Chronicle of Higher Education. Pesquisas indicam que a presença de alianças gay–hetero (GSAs) nas escolas está associada à diminuição de tentativas de suicídio; em um estudo com jovens LGBTQ de 13 a 22 anos, 16,9% daqueles em escolas com GSAs tentaram suicídio, em comparação com 33,1% em escolas sem GSAs.
“Estudantes LGBTQ têm três vezes mais probabilidade do que não-LGBTQ de relatar que não se sentem seguros na escola (22% vs. 7%) e 90% dos estudantes LGBTQ (vs. 62% dos não-LGBTQ) foram assediados ou agredidos no último ano.”
Um estudo internacional encontrou que pessoas LGBTQ suicidas apresentaram diferenças importantes em relação a heterossexuais suicidas, em um estudo pareado. Constatou-se que pessoas LGBTQ eram mais propensas a comunicar intenções suicidas, buscar novos amigos online e encontrar mais suporte online do que heterossexuais suicidas.
A comunidade negra transgênero e não conformista de gênero enfrenta discriminação em grau superior ao resto da comunidade trans, devido à intersecção de racismo e transfobia. Pesquisas mostram que essa comunidade experimenta maior pobreza, tentativas de suicídio e assédio, enquanto os efeitos do HIV e da recusa de atendimento médico por transfobia e/ou racismo são igualmente mais graves.
Uma pesquisa da National LGBTQ Task Force com respondentes negros revelou que 49% relataram ter tentado suicídio. Outros achados: 26% estavam desempregados e 34% tinham renda anual inferior a US$ 10.000; 41% relataram ter ficado sem-teto em algum momento — mais de cinco vezes a taxa da população geral dos EUA. Além disso, 20,23% viviam com HIV e metade dos que frequentavam a escola como trans ou não conformes de gênero enfrentaram assédio; 27% dos jovens trans negros relataram agressão física, 15% agressão sexual e 21% abandonaram a escola devido a esses casos de assédio.
Uma pesquisa mais recente do The Trevor Project revelou que, em 2021, 21% dos jovens LGBTQ afro-americanos tentaram suicídio; entre jovens nativos americanos LGBTQ, 31%; e entre latino-americanos LGBTQ, 18%.
Um estudo de 2022 constatou que o uso de terapia hormonal de afirmação de gênero em jovens trans e não binários associou-se a redução significativa da depressão e da suicidialidade.
Um estudo plurianual publicado em setembro de 2024 encontrou que a aprovação de leis anti-trans que restringiram o acesso a cuidados de afirmação de gênero, incluindo bloqueadores de puberdade, mostrou ligação direta a resultados negativos de saúde mental em jovens trans, com aumento de 7 a 72% nas tentativas de suicídio dentro de um a dois anos após a promulgação das leis.
No Reino Unido, pessoas LGBTQ+ sofrem desproporcionalmente mais problemas de saúde mental e risco de suicídio do que não-LGBTQ+. Relatórios apontam maiores índices de autolesão, pensamentos suicidas e tentativas de suicídio entre pessoas LGBTQ+ no Reino Unido em comparação a heterossexuais não trans.

## Aceitação familiar
As reações familiares à identidade de jovens LGBTQ variam de pessoa para pessoa, indo da aceitação total à rejeição absoluta. A “conectividade familiar” é importante na vida de um jovem LGBTQ pois favorece a saúde mental positiva. Um dos desfechos negativos de jovens LGBTQ que se assumem diante da família é o risco de serem expulsos de casa. Sem o apoio e a aceitação familiar, esses jovens tendem a recorrer a outras fontes de apoio de maior risco.
Entre jovens trans, esses efeitos são ainda mais marcantes. Em uma amostra de 84 jovens trans, aqueles que relataram forte apoio dos pais tiveram uma taxa de tentativa de suicídio 93% menor (diferença de 14 vezes). Em outra pesquisa com quase 34.000 jovens LGBTQ, aqueles com famílias apoiadoras relataram taxa de tentativa de suicídio menos da metade daqueles sem apoio familiar.

## Impacto do casamento entre pessoas do mesmo sexo
Em países da OCDE, a legalização do casamento entre pessoas do mesmo sexo está associada a reduções na taxa de suicídio de jovens entre 10 e 24 anos, mantendo esse efeito no médio prazo. Nos Estados Unidos, o estabelecimento do direito ao casamento igualitário reduziu significativamente a taxa de tentativa de suicídio entre crianças, com efeito concentrado em crianças com orientação sexual minoritária.
Uma análise de dados nacionais dos EUA de janeiro de 1999 a dezembro de 2015 revelou que o reconhecimento do casamento entre pessoas do mesmo sexo está associado a redução significativa na taxa de tentativa de suicídio entre estudantes do 9º ao 12º ano, concentrada entre jovens de orientação sexual minoritária (LGBTQ), resultando em cerca de 134.000 crianças a menos tentando suicídio por ano nos EUA. Resultados comparáveis foram observados fora dos EUA. Um estudo com dados de 1991 a 2017 em 36 países da OCDE constatou que a legalização do casamento igualitário reduziu a taxa de suicídio juvenil em 1,191 mortes por 100.000 jovens, com essa redução persistindo no médio prazo.

### Países da OCDE
Um estudo com dados por país de 1991 a 2017 em 36 países da OCDE concluiu que a legalização do casamento igualitário reduziu a taxa de suicídio de jovens de 10–24 anos em 1,191 mortes por 100.000, equivalente a uma diminuição de 17,90%. Essa queda foi mais pronunciada em homens, com diminuição de 1,993 mortes, contra 0,348 em mulheres jovens, correspondendo a reduções de 19,98% e 10,90%, respectivamente. O estudo utilizou fatores comuns na taxa de suicídio juvenil ao longo do tempo entre os países para estimar econometricamente qual seria a taxa de suicídio na ausência da legalização, permitindo inferir causalmente o impacto da legalização.

### Estados Unidos
O estudo de dados nacionais de janeiro de 1999 a dezembro de 2015 revelou associação entre estados que estabeleceram o casamento igualitário e redução nas taxas de tentativa de suicídio entre estudantes do 9º ao 12º ano: queda de 7% em todos os estudantes e de 14% entre estudantes de orientação sexual minoritária, resultando em aproximadamente 134.000 tentativas de suicídio a menos por ano nos EUA. A expansão gradual do casamento igualitário (de 1 estado em 2004 a todos os 50 em 2015) permitiu comparar as taxas antes e depois em cada estado. A redução tornou-se permanente uma vez reconhecido o casamento igualitário em cada estado. O pesquisador principal observou que “leis que impactam mais adultos gays podem fazer jovens gays se sentirem mais esperançosos em relação ao futuro”.
Outras pesquisas indicam que, embora esse estudo nacional mostre associação, não prova causalidade.
Segundo Julie Cerel, diretora do Suicide Prevention & Exposure Lab da University of Kentucky, crianças LGBTQ “vivenciam muito mais estresse interpessoal vindo da escola, colegas e família”. Uma pesquisa dos Centers for Disease Control and Prevention encontrou que mais de 1 em cada 5 jovens adultos (22%) tentou suicídio em 2021. Estigma e violência contra adolescentes LGBTQ contribuíram enormemente para sua saúde mental.

### Coreia do Sul
Coreia do Sul tem a 10ª maior taxa de suicídio do mundo e a segunda maior entre países da OCDE. Nesses índices, o suicídio é a principal causa de morte entre jovens sul-coreanos de 10 a 19 anos. Embora essas taxas já sejam altas, a ideação suicida aumenta adicionalmente com a afirmação de identidade LGBTQ.

## Perspectivas da psicologia do desenvolvimento
O modelo diátese-estresse sugere que vulnerabilidades biológicas predispoem indivíduos a condições como câncer, doença cardíaca e transtornos mentais como depressão maior, fator de risco para suicídio. Quantidades variadas de estresse ambiental aumentam a probabilidade de desenvolver a condição. A teoria do estresse de minoria sugere que o status de minoria leva a maior discriminação, resultando em mais estresse e problemas de saúde. Na presença de habilidades precárias de regulação emocional, isso pode levar a pior saúde mental. Além disso, a hipótese de susceptibilidade diferencial propõe que alguns indivíduos têm desenvolvimento mais dependente do ambiente, tornando-se muito melhores em ambientes favoráveis e muito piores em ambientes hostis — explicando problemas únicos na saúde de populações LGBTQ, incluindo tentativas de suicídio. Para adolescentes, os ambientes mais relevantes são família, bairro e escola. O bullying — altamente prevalente entre minorias sexuais — é um estressor crônico que pode aumentar o risco de suicídio via modelo diátese-estresse. Num estudo de 2011 com adolescentes LGB nos EUA, Mark Hatzenbuehler constatou que um ambiente social mais conservador elevava o risco de comportamento suicida em todos os jovens, efeito mais forte para LGB, e que o ambiente social mediava parcialmente a relação entre status LGB e tentativas de suicídio. Mesmo após controlar fatores sociais e individuais, “o status LGB continuou sendo um preditor significativo de tentativas de suicídio.”

## Homofobia institucionalizada e internalizada
A homofobia institucionalizada e internalizada pode levar jovens LGBTQ a não se aceitarem e a viver conflitos internos profundos sobre sua orientação sexual. Pais podem abandonar ou expulsar filhos de casa após o assumirem sua identidade.
A homofobia pode ser porta de entrada para o bullying, que assume várias formas: físico (chutes, socos), emocional (apelidos, boatos), ciberbullying (mensagens abusivas online) e sexual (toques inapropriados, gestos ou piadas de teor sexual).
Embora alguns considerem o bullying um “rito de passagem”, estudos demonstram seus efeitos físicos e psicológicos negativos. “Adolescentes sexualmente minoritários — gays, lésbicas ou bissexuais — são intimidados duas a três vezes mais que heterossexuais” e “quase todos estudantes trans sofreram assédio verbal (89% por orientação sexual e 89% por expressão de gênero)”, segundo o relatório Harsh Realities: The Experiences of Transgender Youth In Our Nation's Schools da Gay, Lesbian and Straight Education Network.

## Projetos
Várias ONGs iniciaram iniciativas para reduzir suicídios entre jovens LGBTQ, como o The Trevor Project e o It Gets Better Project. Ações como Ally Week, Day of Silence e intervenção suicida têm ajudado a combater tanto a autolesão quanto a violência contra pessoas LGBTQ.

## Respostas de políticas
Diversas opções de políticas têm sido propostas para abordar o problema. Algumas visam intervenção em estágio suicida (por exemplo, linhas de crise), outras focam em aumentar fatores protetores (como redes de apoio ou mentores).
Uma proposta é oferecer treinamento em sensibilidade LGBTQ e anti-bullying a conselheiros e professores de ensino fundamental e médio. Citando estudo de Jordan et al., a psicóloga escolar Anastasia Hansen observa que ouvir professores fazerem comentários homofóbicos ou falharem em intervir está correlacionado a sentimentos negativos sobre identidade LGBTQ. Por outro lado, pesquisadores encontraram que a presença de funcionários escolares apoiadores de LGBTQ está relacionada a “desfechos positivos para jovens LGBT”. Citando relatório de 2006 da Psychology in the Schools, o The Trevor Project afirma que “jovens LGBTQ que acreditam ter ao menos um membro da equipe escolar com quem podem falar sobre problemas têm apenas 1/3 da probabilidade de, em um ano, fazer múltiplas tentativas de suicídio”.
Outra proposta frequente é conceder incentivos para escolas criarem e/ou apoiarem alianças gay–hetero, grupos estudantis de rede de apoio para LGBTQ. Kosciw e Diaz, da Gay, Lesbian and Straight Education Network, encontraram em pesquisa nacional que “estudantes em escolas com GSA eram menos propensos a se sentir inseguros, menos propensos a faltar à escola e mais propensos a sentir que pertenciam” em comparação a escolas sem esses clubes. Estudos mostram que isolamento social e marginalização na escola são prejudiciais psicologicamente a estudantes LGBTQ, e que GSAs e grupos de apoio similares são eficazes na prestação desse “suporte psicossocial”.

### Primeiras intervenções para jovens LGBTQ

#### Ser proativo e compreensivo
Educadores podem atuar proativamente ajudando adolescentes com questões de identidade de gênero. Normalizar educação sobre sexualidades e gêneros pode prevenir suicídio, abuso de drogas, situação de rua e outros problemas psicológicos. Van Wormer & McKinney (2003) propõem abordagem de redução de danos, encontrando os estudantes onde estão para minimizar prejuízos. Destacam criar ambiente de apoio e diversidade cultural para aceitação social.

#### Modelos e recursos LGBTQ
Contratar professores LGBTQ para servir de modelos e apoio pode ser benéfico. Nos EUA, muitos recursos são reativos e não preventivos; para prevenir suicídio, é preciso foco preventivo. Estudos indicam que conselheiros e professores precisam de treinamento em autoconsciência, sexualidade e diversidade sexual. Pesquisadores sugerem convidar painéis de LGBTQ de universidades para discussões em sala de aula, oferecendo representações visuais e narrativas diversas, evitando estereótipos, para ampliar identificação, segundo Rob Cover.
Ter recursos como PFLAG (Pais, Famílias e Amigos de Lésbicas e Gays) e clubes GSA amplia discussões e liderança entre estudantes LGBTQ. Greytak, Kosciw & Boesen (2013) relatam que escolas com GSA, educadores apoiadores, currículo inclusivo e políticas abrangentes resultam em menos vitimização e experiências escolares mais positivas para jovens LGBTQ.

#### Ensinar tolerância e avaliar o clima escolar
Avaliar o clima escolar e ensinar tolerância — o programa Teaching Tolerance fornece ferramentas e ideias para promover respeito — é fundamental. Fornece recursos para combater bullying, desenvolver GSA e planejar formação profissional. O clima escolar deve refletir respeito, definindo tom para administração, professores, pais e alunos. Educadores devem compreender seus próprios estereótipos antes de ensinar sobre a comunidade LGBTQ, segundo Knotts & Gregorio (2011). O Gay Men’s Chorus of Los Angeles usa música para mudar atitudes em escolas, ensinando conteúdo curricular de forma inovadora.
Gay (2009) criou o “Safe Space Kit” da GLSEN, guia para ser aliado LGBTQ, incluindo pôsteres e adesivos para promover entendimento e apoio a estudantes trans e LGBTQ em geral. Greytak et al. (2013) mostram que cada suporte, mesmo inicial, beneficia jovens LGBTQ no presente e no futuro.

#### OBPP (Olweus Bullying Prevention Program)
O OBPP, desenvolvido pelo psicólogo Dan Olweus, é utilizado em escolas na Europa, Canadá e EUA. Reduções no bullying decorreram de treinamento de pais, supervisão nos intervalos, comunicação casa-escola, regras de sala de aula e vídeos de treinamento. Swearer et al. (2010) discutem um “efeito dose”: quanto mais componentes positivos consistentes incluídos, maior a redução do bullying.

#### Steps To Respect
Steps To Respect é campanha anti-bullying abrangente para escolas, oferecendo lições em sala e treinamentos para desenvolver habilidades socioemocionais e resolução de conflitos. Se as escolas conseguem mudar condutas dos alunos, melhorar comunicação e manter esforços preventivos de adultos, os efeitos positivos se fortalecem ao longo do tempo (Frey, Edstrom & Hirschstein 2005).